# Palác Lanckorońských (Vídeň)

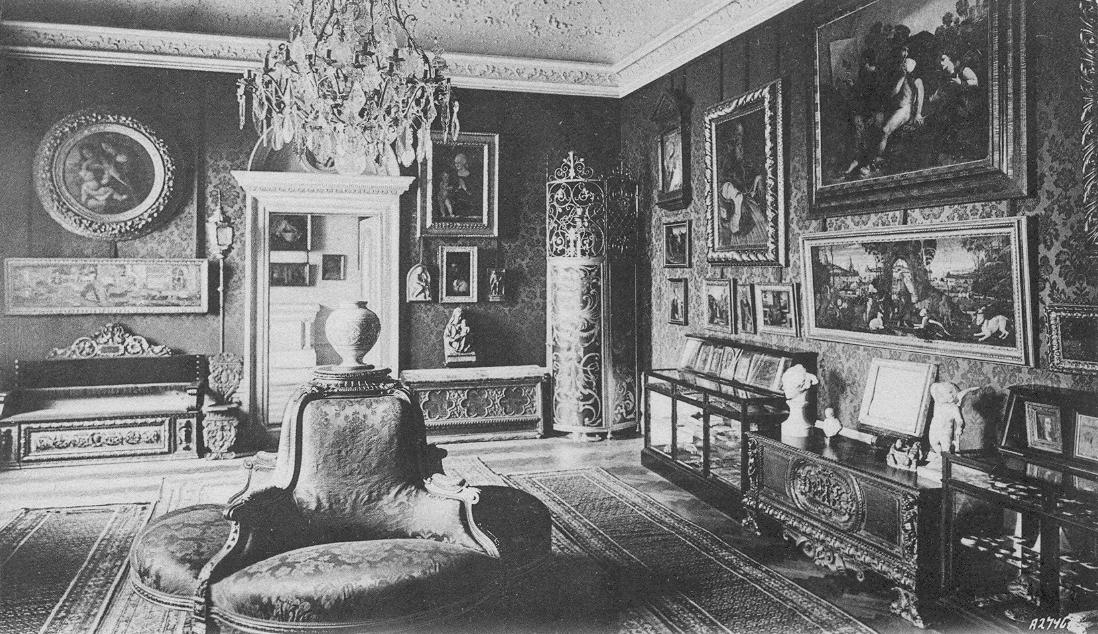
Italský salon.

Palác Lanckorońských ve Vídni (německy Palais Lanckoroński) je dnes již neexistující šlechtický palác ve Vídni. Nacházel se na Jacquingasse 16-18 v městském okrese Landstraße. Palác byl znám jako místo setkávání umělců a aristokratů a nacházela se v něm obrovská umělecká sbírka.
Palác byl vážně poškozen ve druhé světové válce a v 60. letech 20. století zbořen.

## Historie

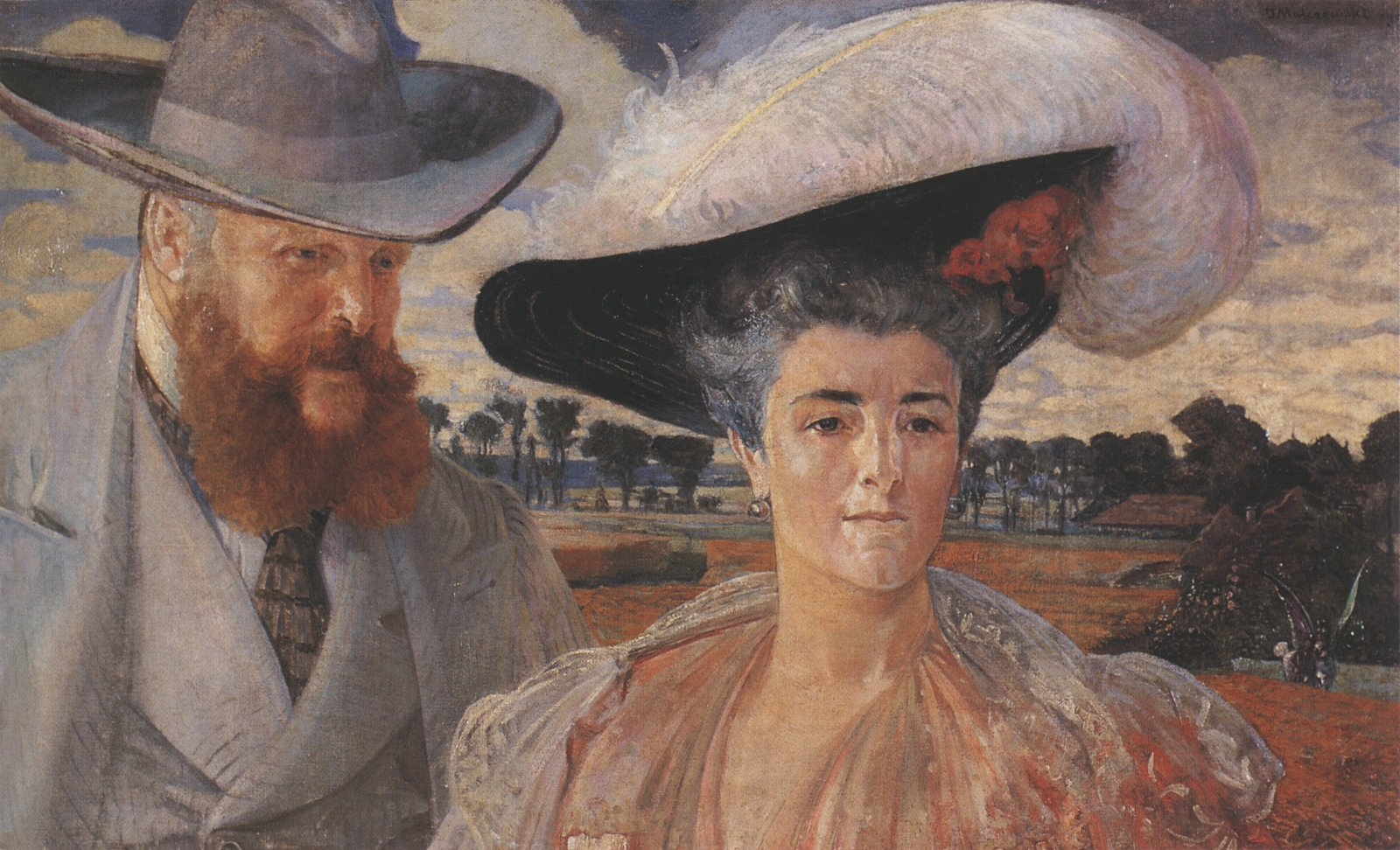
Portrét hraběte Karla Lanckorońského a jeho manželky Małgorzaty, rozené Lichnovské z Voštic.

Palác nechal v letech 1894-1895 vystavět polský šlechtic hrabě Karel Lanckorońský pro svou rodinu. Autory architektonického návrhu novobarokního paláce byla slavná kancelár Fellner & Helmer pánů Ferdinanda Fellnera a Hermanns Helmers.
Budova měla tři podlaží a od vzdálené ulice byla navíc chráněná zdí s dvojitými branami. Dvoupatrová vstupní hala byla vyložená dřevem a zdobená portréty členů rodiny. Další sály byly vyzdobeny freskami a luxusními gobelíny ze 17. století. Vzácné umělecké předměžy, obrazy, sochy a nábytek z různých období byly uspořádány tak, aby tvořily tematické celky, přičemž místnosti byly pojmenovány podle námětu sbírky.
Hrabě Karel Lanckoroński Sloužil jako komorník ve službách císaře Františka Josefa I. Byl kromě toho vášnivý sběratel, archeolog, mecenášem umění, autorem a konzervátorem. Mezi díla ve sbírce patřily například antické sochy, či obrazy Tintoretta, Rafaella, Canaletta a Rembrandta. Umělecká sbírka se v té době stala jednou z největších ve Vídni. Častými návštěvníky paláce byli umělci Hans Makart, Viktor Oskar Tilgner, Arnold Böcklin, Kaspar von Zumbusch a Auguste Rodin. Navštěvovali ho také spisovatelé Hugo von Hofmannsthal či Rainer Maria Rilke. Po zániku Rakouska-Uherska se hrabě Lanckoroński rozhodl vrátit do Polska a velkou část své sbírky začal přesouvat na rodové panství v Haliči.
Po připojení Rakouska k Německu v roce 1938 palác zkonfiskovali nacisté. Vzhledem k tomu, že hrabě Lanckoroński byl polským občanem, zacházelo se s ním podle nových „Nařízení o nakládání s majetkem občanů bývalého polského státu“. Zbývající umělecká sbírka byla zabavena v roce 1939 po vypuknutí války s Polskem.
Adolf Hitler nařídil, že všechna díla zabavená v Rakousku by měla zůstat v zemi, i když zakoupené kusy bylo možné vyvézt. Toto opatření bylo zavedeno v důsledku akvizice dvou obrazů ze sbírky Lanckorońských říšským maršálem Hermannem Göringem. Göring si obrazy ponechal i přes Hitlerův rozkaz, aby je vrátil. Dekret však zabránil ztrátě většiny rakouských uměleckých děl. 
Mnoho uměleckých předmětů bylo během druhé světové války převezeno do úschovy na zámku Hohenems ve Vorarlbersku, kde však bohužel byla většina předmětů, které tam byly převezeny, zničena při požáru. Samotný palác Lanckorońských byl po válce vydrancován a poté vyhořel. Po válce byl objekt provizorně opraven, ale i nadále byl opuštěný a chátral. Náklady na rekonstrukci byly příliš vysoké, proto v průběhu 60. let 20. století byl palác zbořen a na jeho místě byla postavena moderní kancelářská budova pro farmaceutickou společnost Hoffmann-La Roche, později rakouské ústředí firmy Motorola. Umělecká sbírka je rozptýlena mezi různými muzei a soukromými sbírkami.

## Sbírka umění Lanckorońských

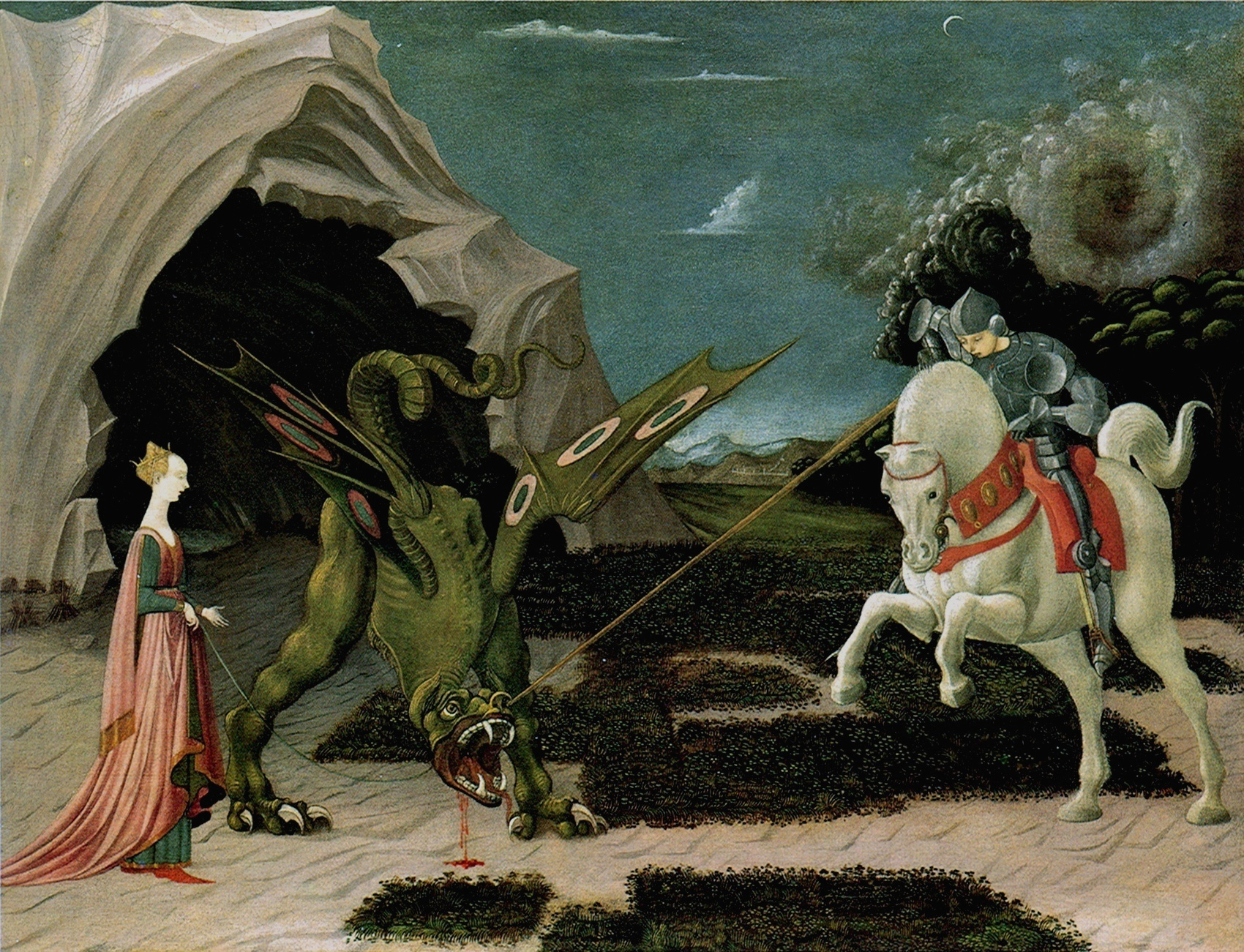
Svatý Jiří a drak od Paola Uccella, dnes v Národní galerii v Londýně.

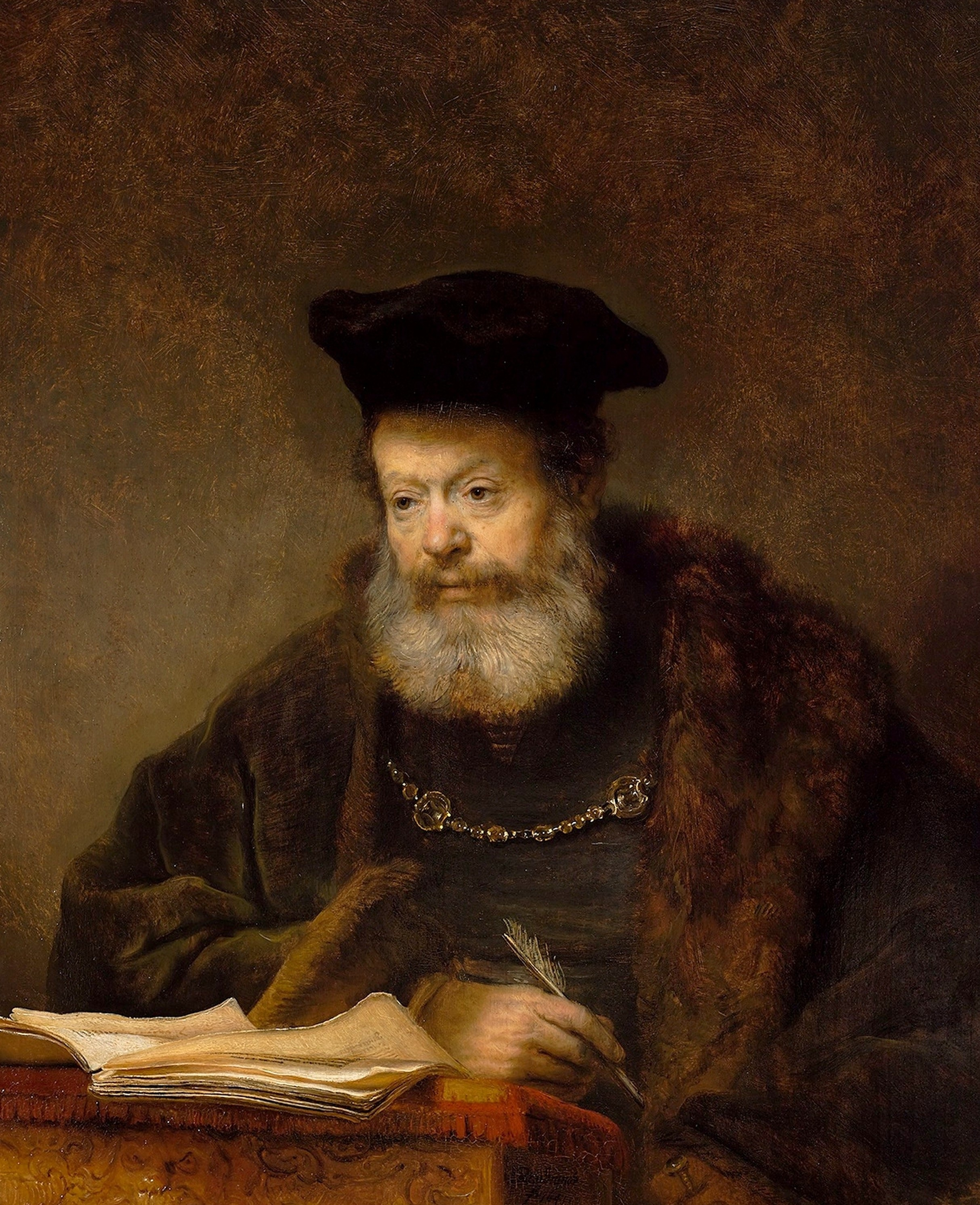
Učenec (známý jako Otec židovské nevěsty) od Rembrandta

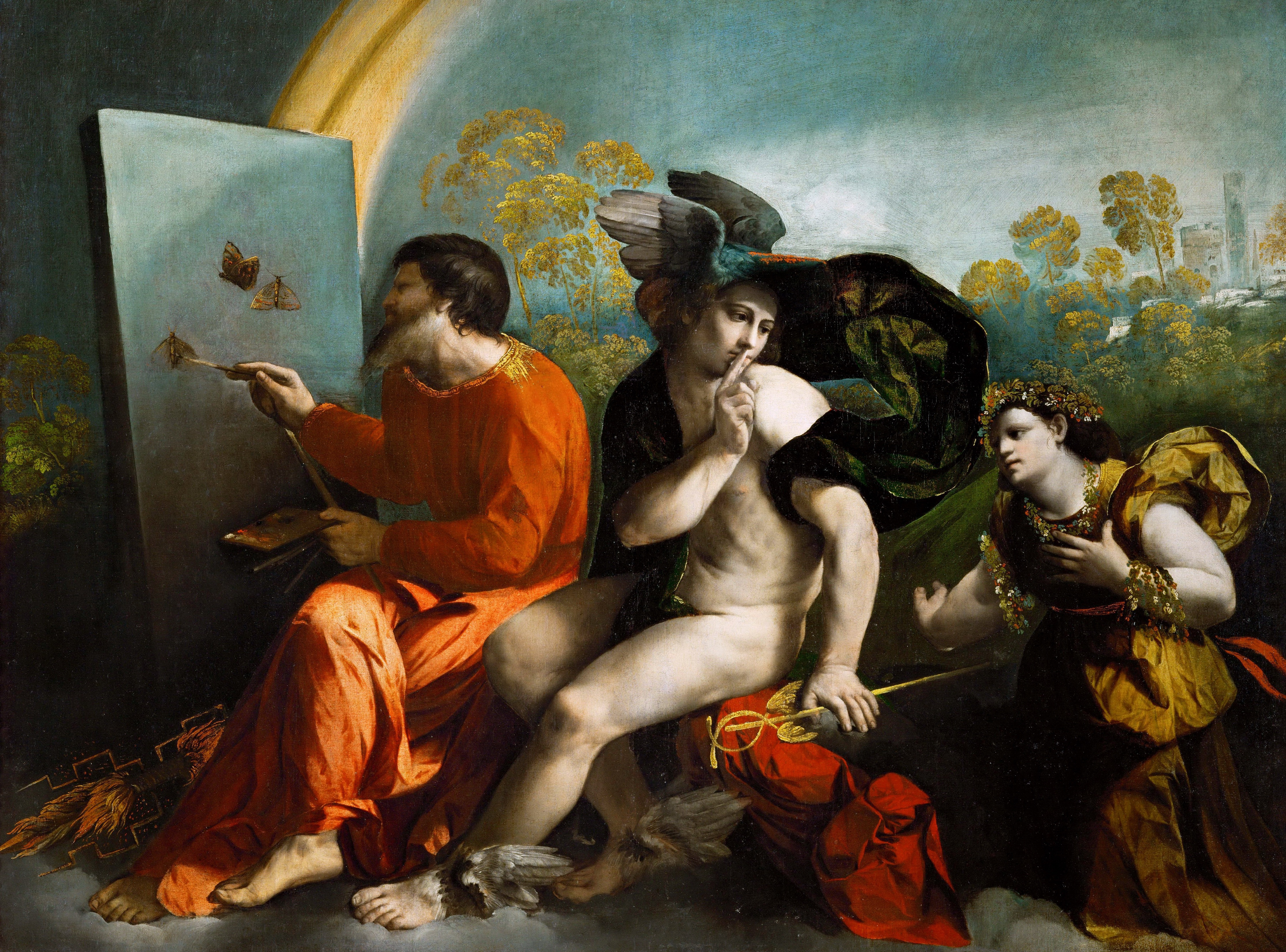
Jupiter, Merkur a ctnost, od Dossa Dossiho

Mnoho předmětů ve sbírce původně pocházelo z Královského hradu ve Varšavě, většina z obrazů, které visely v „galerii Stanisława Augusta“, pojmenované po králi Stanislavu Augustovi Poniatowském. Po rozdělení Polska v roce 1795 mnoho prodaných objektů v Královském hradu nakoupily polské šlechtické rody, včetně Lanckorońských. Mezi další získané kusy patřily sochy, textilie a stříbrné zboží. Umělecké předměty, které zůstaly po druhé světové válce, prodali tři dědicové Národní galerii v Londýně a také Kunsthistorisches Museum ve Vídni. Velké množství předmětů darovala polskému státu nejmladší dcera hraběte Lanckorońských hraběnka Karolina Lanckorońská v 90. letech 20. století. Předměty ze sbírky Lanckorońských jsou k vidění na královském zámku Wawel v Krakově a na Královském zámku ve Varšavě.

### Obrazy v královském zámku ve Varšavě
Obrazy ze sbírky dříve umístěné ve Vídni, dnes na královském zámku ve Varšavě, zahrnují: 
- Adriaen van Ostade, Kuřák a opilec
- Anton von Maron, Bratři František a Kazimír Rzewuští s římskými stavbami v pozadí
- David Teniers mladší, Venkovský lékař
- Rembrandt van Rijn, Učenec u řečnického pultu (známý jako Otec židovské nevěsty) a Dívka v klobouku (známý jako Židovská nevěsta), [4]

další kusy jsou od Ludolpha Backhuyzena a Philipse Wouwermana.

### Obrazy na královském hradě Wawel v Krakově
82 děl ze sbírky Lanckorońských, které darovala dědička hraběnka Karolina Lanckorońská, je nyní v Krakově. Patří sem díla Simone Martiniho, Bernarda Daddiho, Bartola di Fredi, Apollonia di Giovanni, Jacopa del Sellaio, Vittore Crivella, Dosso Dossiho, Garofala.: 
- Bartolo di Fredi, svatý Augustin
- Niccolo di Tommaso, Madona s dítětem, se svatými a anděly
- Simone Martini, Anděl
- Bernardo Daddi, Madonna na trůnu a dítě
- Sano di Pietro, Madonna
- Rossello di Jacopo Franchi, Madona a dítě
- Dosso Dossi, Jupiter, Merkur a Ctnost (Daroval Dr. Anton Lanckoroński vídeňskémuUměleckohistorickému muzeu ve Vídni. Dílo bylo v roce 2000 navráceno dědici a poté předáno muzeu Wawel) [6]

### Obrazy v Österreichische Galerie
Kusy v Österreichische Galerie Belvedere ve Vídni zahrnují: 
- Heinrich Angeli, Margarethe Gräfin Lanckoronska
- Carl von Blaas, Leonie Gräfin Lanckoronska, geb. Gräfin Potocka, mit ihrem Sohn Karl

### Obrazy Rudolfa von Alt
Realistický malíř Rudolf von Alt se na konci srpna roku 1881 v Norimberku setkal s hrabětem Lanckorońským a na podzim téhož roku realizoval sérii deseti maleb interiérů paláce. Obrazy se někdy zaměňují za vyobrazení paláce v Jacquingasse, obrazy jsou však z jeho sídla na Riemergasse 8 ve vídeňském okrese Vnitřní Město. 

Série akvarelů představuje různé místnosti zdobené malbami a sochami 17. a 18. století. V některých je vidět hrabě, jak sedí v jednom z křesel a čte si knihu. Vytříbenou technikou von Alt velmi přesně zobrazil všechna umělecká díla, která lze snadno identifikovat. K vidění je například busta Friedricha Schillera od Johanna Heinricha Danneckera  a také obrazy Thomase Gainsborougha, Antona von Marona, Jacoba Isaakszoona van Ruisdael a Ferdinanda Georga Waldmüllera.

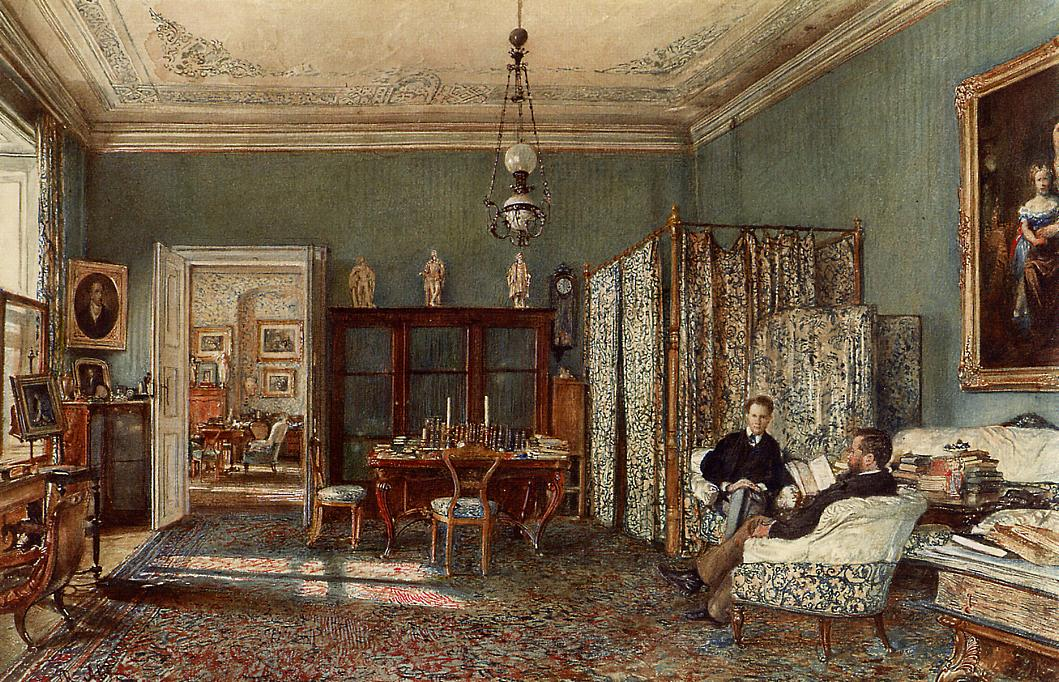
Ranní pokoj v apartmánech Lanckoronski, maloval Rudolf von Alt
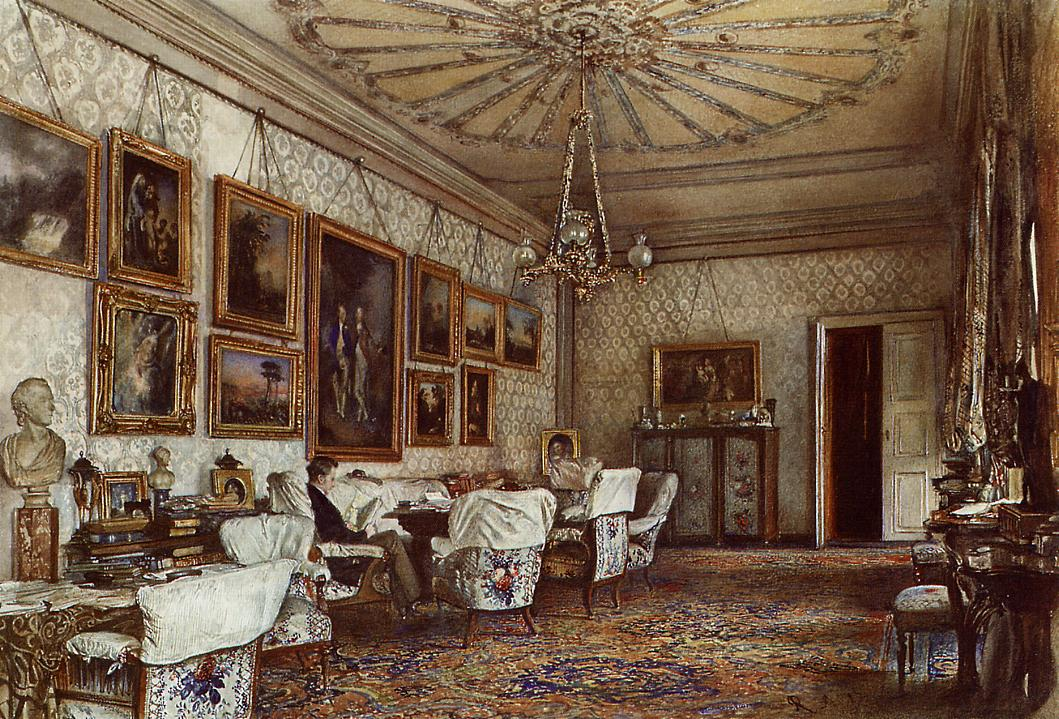
Jeden z salonů
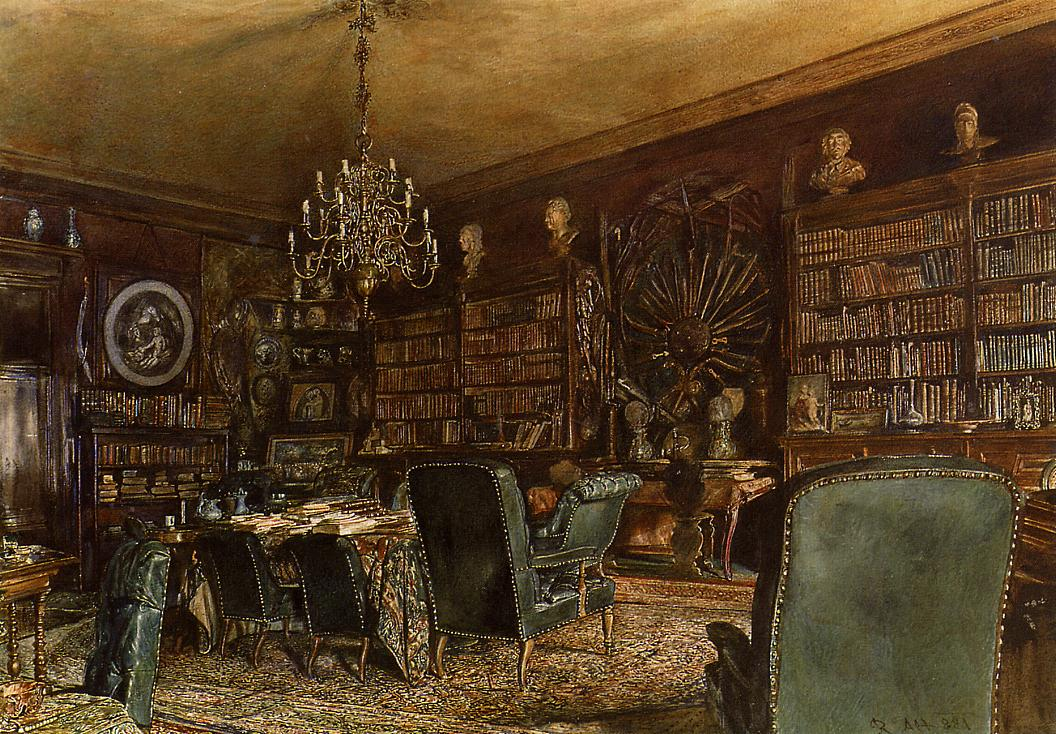
Knihovna
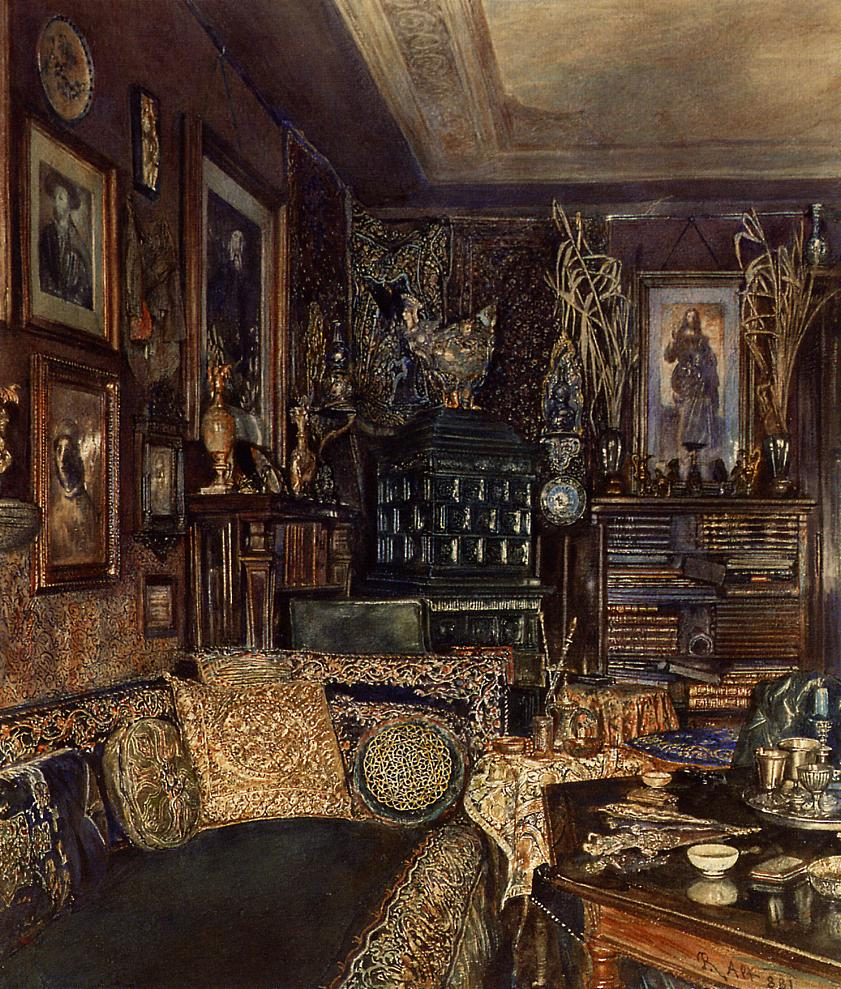
Kancelář hraběte